# 1564
Il 1564 (MDLXIV in numeri romani) è un anno bisestile del XVI secolo.

## Eventi
- Carlo IX, re di Francia, rese obbligatoria la data del primo gennaio come primo giorno dell'anno.
- Massimiliano II diventa Imperatore del Sacro Romano Impero, alla morte del padre Ferdinando I.
- La matita moderna diventa comune in Inghilterra.
- I Conquistadores oltrepassano il Pacifico.
- Gli spagnoli fondano una colonia nelle Filippine.
- 15 febbraio – Nascita di Galileo Galilei.
- 18 febbraio – Muore a Roma Michelangelo Buonarroti. Aveva 88 anni.
- 19 giugno – Posa della prima pietra dell'Almo Collegio Borromeo a Pavia.
- 18 settembre – Battaglia di Kawanakajima.

### America del Nord
- Jacques Le Moyne de Morgues fornisce il primo resoconto teorico sui nativi americani, osservazioni raccolte durante la spedizione di René de Laudonnière.
- 22 giugno – I coloni francesi abbandonano Charlesfort, primo tentativo francese di colonizzazione del Nuovo Mondo, e si stabiliscono nel Fort Caroline in Florida.

## Nati

### Gennaio
- 5 gennaio - Francesco Vanni, pittore e incisore italiano († 1610)

### Febbraio
- 6 febbraio - Giorgio Gustavo del Palatinato-Veldenz, nobile tedesco († 1634)
- 15 febbraio - Galileo Galilei, fisico, astronomo e filosofo italiano († 1642)

### Marzo
- 9 marzo - David Fabricius, astronomo olandese († 1617)
- 15 marzo - Guglielmo Augusto di Brunswick, nobile tedesco († 1642)

### Aprile
- 23 aprile - William Shakespeare, drammaturgo e poeta inglese († 1616)
- 27 aprile - Henry Percy, IX conte di Northumberland, conte britannico († 1632)

### Maggio
- 27 maggio - Margherita Gonzaga, nobile italiana († 1618)

### Giugno
- 12 giugno - Giovanni Casimiro di Sassonia-Coburgo, duca († 1633)
- 26 giugno - Ahmad Sirhindi, teologo indiano († 1624)
- 28 giugno - Virgilio Cepari, religioso e gesuita italiano († 1631)

### Luglio
- 23 luglio - Pellegrina Bonaventuri, nobile italiana

### Agosto
- 18 agosto - Federico Borromeo, cardinale italiano († 1631)

### Settembre
- 13 settembre - Passitea Crogi, religiosa italiana († 1615)
- 13 settembre - Vincenzo Giustiniani, banchiere e collezionista d'arte italiano († 1637)
- 22 settembre - Teofilo Gallaccini, matematico e umanista italiano († 1641)
- 24 settembre - William Adams, navigatore inglese († 1620)
- 25 settembre - Magnus Brahe, politico svedese († 1633)
- 28 settembre - Sibilla di Anhalt, nobile tedesca († 1614)

### Ottobre
- 4 ottobre - John Gerard, gesuita e missionario inglese († 1637)
- 7 ottobre - Mariano Valguarnera, oratore, filologo e storico italiano († 1634)
- 14 ottobre - Berlinghiero Gessi, cardinale e vescovo cattolico italiano († 1639)
- 15 ottobre - Enrico Giulio di Brunswick-Lüneburg, vescovo luterano tedesco († 1613)
- 26 ottobre - Hans Leo Hassler, compositore e organista tedesco († 1612)

### Novembre
- 3 novembre - Francisco Pacheco del Río, pittore spagnolo († 1644)
- 11 novembre - Martinus Smiglecius, filosofo polacco († 1618)

### Dicembre
- 24 dicembre - Erminio Valenti, cardinale e vescovo cattolico italiano († 1618)
- 25 dicembre - Abraham Bloemaert, pittore olandese († 1651)
- 25 dicembre - Johannes Buxtorf il Vecchio, ebraista e docente tedesco († 1629)
- 31 dicembre - Ernesto II di Brunswick-Lüneburg, duca († 1611)

### Senza giorno specificato
- Gregor Aichinger, organista e compositore tedesco († 1628)
- Sigismondo I Bertacchi, storico italiano († 1635)
- Pieter Brueghel il Giovane, pittore fiammingo († 1638)
- Girolamo Carafa, militare e politico italiano († 1633)
- Scipione Cobelluzzi, cardinale, archivista e bibliotecario italiano († 1626)
- Pierre Coton, gesuita e letterato francese († 1626)
- John Danyel, compositore e liutista inglese
- Pietro Antonio Daverio, scultore italiano
- Orazio Della Rena, politico italiano († 1630)
- Filippo Fabri, teologo, filosofo e religioso italiano († 1630)
- Antonio Ferrer, avvocato e diplomatico spagnolo († 1634)
- Hafız Ahmed Pascià, politico ottomano († 1632)
- Giovanni Francesco Fiochetto, medico e pedagogo italiano († 1642)
- Lodovico Grossi da Viadana, francescano e compositore italiano († 1627)
- Joseph Heintz il Vecchio, pittore svizzero († 1609)
- Johann Lantz, matematico e gesuita tedesco († 1638)
- Christopher Marlowe, drammaturgo, poeta e traduttore britannico († 1593)
- Mihnea II Turcitul, principe († 1601)
- Claude Mollet, architetto del paesaggio francese († 1649)
- Joos de Momper il Giovane, pittore fiammingo († 1635)
- Giorgio Odescalchi, vescovo cattolico italiano († 1620)
- Crispijn van de Passe, incisore, pittore e disegnatore olandese († 1637)
- Dorothy Percy, contessa di Northumberland, nobildonna inglese († 1619)
- Giovan Domenico Peri, poeta e drammaturgo italiano († 1639)
- Federico II Pico della Mirandola, nobile italiano († 1602)
- Pedro Páez, gesuita e missionario spagnolo († 1622)
- Pierre Richer de Belleval, botanico francese († 1632)
- Claude Robert, presbitero e storico francese († 1637)
- Johann Rottenhammer, pittore tedesco († 1625)
- Lucio Sanseverino, cardinale e arcivescovo cattolico italiano († 1623)
- Hans Savery il Vecchio, pittore olandese
- Sigismondo Scaccia, giurista italiano († 1634)
- Pietro di Niccolao della Seta, mecenate italiano († 1616)
- Carlo Spinola, missionario e presbitero italiano († 1622)
- Giulio Cesare Stella, poeta e umanista italiano († 1624)
- Benedetto Veli, pittore italiano († 1639)
- Rodrigo de Vivero y Velasco, esploratore messicano († 1636)
- Francesco Zirano, religioso italiano († 1603)
- Alfonso Felice d'Avalos, nobile e militare italiano († 1593)
- Juan de Lanuza y Urrea, magistrato, politico e nobile spagnolo († 1591)
- Giovanni de Luna, nobile italiano († 1592)

## Morti

### Gennaio
- 9 gennaio - Margaret Audley, duchessa di Norfolk, nobildonna inglese (n. 1540)
- 21 gennaio - Tommaso Campeggi, vescovo cattolico italiano (n. 1481)

### Febbraio
- 17 febbraio - Pier Francesco Riccio, funzionario, letterato e presbitero italiano (n. 1501)
- 18 febbraio - Michelangelo Buonarroti, pittore, scultore e architetto italiano (n. 1475)
- 20 febbraio - Diego López de Zúñiga,  spagnolo
- 22 febbraio - Johann Glandorp, umanista, teologo e educatore tedesco (n. 1501)

### Marzo
- 4 marzo - Gian Francesco Alois, letterato italiano
- 5 marzo - Friedrich Staphylus, teologo tedesco (n. 1512)
- 6 marzo - Agostino Ricchi, commediografo e medico italiano (n. 1512)
- 27 marzo - Çelebi Lütfi Pascià, politico e militare ottomano
- 28 marzo - Mah Chuchak Begum, nobildonna afghana

### Aprile
- 5 aprile - Giovan Girolamo de' Rossi, vescovo cattolico e umanista italiano (n. 1505)
- 27 aprile - Lelio Ottaviano Guasco, vescovo cattolico italiano (n. 1511)

### Maggio
- 2 maggio - Rodolfo Pio, cardinale e arcivescovo cattolico italiano (n. 1500)
- 11 maggio - Leone Orsini, vescovo cattolico e letterato italiano (n. 1512)
- 27 maggio - Giovanni Calvino, umanista e teologo francese (n. 1509)

### Luglio
- 10 luglio - Egidio Falcetta, vescovo cattolico italiano
- 21 luglio - Martim Afonso de Sousa, navigatore portoghese (n. 1500)
- 23 luglio - Eleonora di Roucy, nobile francese (n. 1535)
- 25 luglio - Ferdinando I d'Asburgo, imperatore (n. 1503)
- 31 luglio - Luis de Velasco,  spagnolo (n. 1511)

### Agosto
- 10 agosto - Miyoshi Nagayoshi, militare giapponese (n. 1522)
- 11 agosto - Nagao Masakage, militare giapponese (n. 1526)
- 11 agosto - Usami Sadayuki, militare giapponese (n. 1489)
- 29 agosto - Lodovico Domenichi, umanista, traduttore e editore italiano (n. 1515)
- 30 agosto - Sabina di Baviera, nobile (n. 1492)
- 30 agosto - Giovanna III di Cardona, nobile spagnola (n. 1499)

### Settembre
- 6 settembre - Giacomo di Nevers, nobile francese (n. 1544)
- 7 settembre - Jean de Tournes, tipografo e editore francese (n. 1504)
- 8 settembre - Mathurin Cordier, teologo e umanista francese
- 26 settembre - Bibliander, teologo, traduttore e linguista svizzero (n. 1506)

### Ottobre
- 5 ottobre - Pierre de Manchicourt, musicista e compositore francese
- 6 ottobre - Guido Ascanio Sforza di Santa Fiora, cardinale e patriarca cattolico italiano (n. 1518)
- 11 ottobre - Martin Borrhaus, umanista e teologo tedesco (n. 1499)
- 15 ottobre - Andrea Vesalio, anatomista e medico fiammingo (n. 1514)
- 20 ottobre - Vincenzo Maggi, filosofo e letterato italiano (n. 1498)
- 27 ottobre - Cristoforo Guidalotti Ciocchi del Monte, cardinale italiano (n. 1484)

### Novembre
- 19 novembre - John Grey di Pirgo, nobile inglese (n. 1523)

### Dicembre
- 22 dicembre - Egidio Foscarari, teologo e vescovo italiano (n. 1512)

### Senza giorno specificato
- Alauddin Riayat Shah II di Johor, sovrano malese (n. 1513)
- Masseot Abaquesne, ceramista francese
- Battista Agnese, cartografo italiano
- Vespasiano Anfiareo, letterato italiano (n. 1490)
- Pierre Belon, naturalista, scrittore e diplomatico francese (n. 1517)
- Antonio Bernieri, pittore e incisore italiano (n. 1516)
- Bartolomeo Camerario, giurista italiano (n. 1497)
- Domenico Campagnola, pittore italiano
- Domenico Casablanca, vescovo cattolico italiano
- Vincenzo Cicala, corsaro e condottiero italiano (n. 1504)
- Matteo Corti, medico italiano (n. 1475)
- Giovanni IV Crispo, duca (n. 1499)
- Puraṃdara Dāsa, compositore indiano (n. 1470)
- Charles Estienne, medico e scrittore francese (n. 1504)
- Onorato Fascitelli, vescovo cattolico e monaco cristiano italiano (n. 1502)
- Alberto Gliričić, teologo e vescovo cattolico croato
- Matteo Gribaldi Moffa, giurista italiano
- Guidetto Guidetti, architetto italiano
- Hara Toratane, militare giapponese (n. 1497)
- Georg Hartmann, scienziato tedesco (n. 1489)
- Illangulién,  nativo americano
- Piero Machiavelli, militare, avventuriero e marinaio italiano (n. 1514)
- Bernardino Ochino, teologo italiano (n. 1487)
- Giordano Orsini di Monterotondo, condottiero italiano (n. 1525)
- Pedro Plaza y Moraza, giurista spagnolo (n. 1524)
- Bernardo Spazzi, architetto italiano
- Isabella de Luna,  italiana

## Calendario
| Calendario 1564 | Calendario 1564 | Calendario 1564 | Calendario 1564 | Calendario 1564 | Calendario 1564 | Calendario 1564 | Calendario 1564 | Calendario 1564 | Calendario 1564 | Calendario 1564 | Calendario 1564 | Calendario 1564 | Calendario 1564 | Calendario 1564 | Calendario 1564 | Calendario 1564 | Calendario 1564 | Calendario 1564 | Calendario 1564 | Calendario 1564 | Calendario 1564 | Calendario 1564 | Calendario 1564 | Calendario 1564 | Calendario 1564 | Calendario 1564 | Calendario 1564 | Calendario 1564 | Calendario 1564 | Calendario 1564 | Calendario 1564 | Calendario 1564 |
| --------------- | --------------- | --------------- | --------------- | --------------- | --------------- | --------------- | --------------- | --------------- | --------------- | --------------- | --------------- | --------------- | --------------- | --------------- | --------------- | --------------- | --------------- | --------------- | --------------- | --------------- | --------------- | --------------- | --------------- | --------------- | --------------- | --------------- | --------------- | --------------- | --------------- | --------------- | --------------- | --------------- |
|                 | 1               | 2               | 3               | 4               | 5               | 6               | 7               | 8               | 9               | 10              | 11              | 12              | 13              | 14              | 15              | 16              | 17              | 18              | 19              | 20              | 21              | 22              | 23              | 24              | 25              | 26              | 27              | 28              | 29              | 30              | 31              |                 |
| Gennaio         | Sa              | Do              | Lu              | Ma              | Me              | Gi              | Ve              | Sa              | Do              | Lu              | Ma              | Me              | Gi              | Ve              | Sa              | Do              | Lu              | Ma              | Me              | Gi              | Ve              | Sa              | Do              | Lu              | Ma              | Me              | Gi              | Ve              | Sa              | Do              | Lu              |                 |
| Febbraio        | Ma              | Me              | Gi              | Ve              | Sa              | Do              | Lu              | Ma              | Me              | Gi              | Ve              | Sa              | Do              | Lu              | Ma              | Me              | Gi              | Ve              | Sa              | Do              | Lu              | Ma              | Me              | Gi              | Ve              | Sa              | Do              | Lu              | Ma              |                 |                 |                 |
| Marzo           | Me              | Gi              | Ve              | Sa              | Do              | Lu              | Ma              | Me              | Gi              | Ve              | Sa              | Do              | Lu              | Ma              | Me              | Gi              | Ve              | Sa              | Do              | Lu              | Ma              | Me              | Gi              | Ve              | Sa              | Do              | Lu              | Ma              | Me              | Gi              | Ve              |                 |
| Aprile          | Sa              | Do              | Lu              | Ma              | Me              | Gi              | Ve              | Sa              | Do              | Lu              | Ma              | Me              | Gi              | Ve              | Sa              | Do              | Lu              | Ma              | Me              | Gi              | Ve              | Sa              | Do              | Lu              | Ma              | Me              | Gi              | Ve              | Sa              | Do              |                 |                 |
| Maggio          | Lu              | Ma              | Me              | Gi              | Ve              | Sa              | Do              | Lu              | Ma              | Me              | Gi              | Ve              | Sa              | Do              | Lu              | Ma              | Me              | Gi              | Ve              | Sa              | Do              | Lu              | Ma              | Me              | Gi              | Ve              | Sa              | Do              | Lu              | Ma              | Me              |                 |
| Giugno          | Gi              | Ve              | Sa              | Do              | Lu              | Ma              | Me              | Gi              | Ve              | Sa              | Do              | Lu              | Ma              | Me              | Gi              | Ve              | Sa              | Do              | Lu              | Ma              | Me              | Gi              | Ve              | Sa              | Do              | Lu              | Ma              | Me              | Gi              | Ve              |                 |                 |
| Luglio          | Sa              | Do              | Lu              | Ma              | Me              | Gi              | Ve              | Sa              | Do              | Lu              | Ma              | Me              | Gi              | Ve              | Sa              | Do              | Lu              | Ma              | Me              | Gi              | Ve              | Sa              | Do              | Lu              | Ma              | Me              | Gi              | Ve              | Sa              | Do              | Lu              |                 |
| Agosto          | Ma              | Me              | Gi              | Ve              | Sa              | Do              | Lu              | Ma              | Me              | Gi              | Ve              | Sa              | Do              | Lu              | Ma              | Me              | Gi              | Ve              | Sa              | Do              | Lu              | Ma              | Me              | Gi              | Ve              | Sa              | Do              | Lu              | Ma              | Me              | Gi              |                 |
| Settembre       | Ve              | Sa              | Do              | Lu              | Ma              | Me              | Gi              | Ve              | Sa              | Do              | Lu              | Ma              | Me              | Gi              | Ve              | Sa              | Do              | Lu              | Ma              | Me              | Gi              | Ve              | Sa              | Do              | Lu              | Ma              | Me              | Gi              | Ve              | Sa              |                 |                 |
| Ottobre         | Do              | Lu              | Ma              | Me              | Gi              | Ve              | Sa              | Do              | Lu              | Ma              | Me              | Gi              | Ve              | Sa              | Do              | Lu              | Ma              | Me              | Gi              | Ve              | Sa              | Do              | Lu              | Ma              | Me              | Gi              | Ve              | Sa              | Do              | Lu              | Ma              |                 |
| Novembre        | Me              | Gi              | Ve              | Sa              | Do              | Lu              | Ma              | Me              | Gi              | Ve              | Sa              | Do              | Lu              | Ma              | Me              | Gi              | Ve              | Sa              | Do              | Lu              | Ma              | Me              | Gi              | Ve              | Sa              | Do              | Lu              | Ma              | Me              | Gi              |                 |                 |
| Dicembre        | Ve              | Sa              | Do              | Lu              | Ma              | Me              | Gi              | Ve              | Sa              | Do              | Lu              | Ma              | Me              | Gi              | Ve              | Sa              | Do              | Lu              | Ma              | Me              | Gi              | Ve              | Sa              | Do              | Lu              | Ma              | Me              | Gi              | Ve              | Sa              | Do              |                 |